# Remivka, Huleaipole
Remivka (în ucraineană Ремівка) este un sat în comuna Prîiutne din raionul Huleaipole, regiunea Zaporijjea, Ucraina.

## Demografie
Componența lingvistică a localității Remivka
     Ucraineană (87,13%)
     Rusă (12,87%)
Conform recensământului din 2001, majoritatea populației localității Remivka era vorbitoare de ucraineană (87,13%), existând în minoritate și vorbitori de rusă (12,87%).